# България на Световното първенство по футбол 1962

## България в квалификациите
Група 2
- 25 септември 1960 г., Финландия – Франция 1:2
- 11 декември 1960 г., Франция – България 3:0
- 16 юни 1961 г., Финландия – България 0:2
- 28 септември 1961 г., Франция – Финландия 5:1
- 29 октомври 1961 г., България – Финландия 3:1
- 12 ноември 1961 г., България – Франция 1:0. София, стадион „Васил Левски“, 55000 зрители, гол на Христо Илиев в 89-та минута след повторно изпълнен фаул от Кирил Ракаров. Гостите претендират за засада на Иван Колев при центрирането, но той не участва при головата ситуация и чехословашкият съдия Станислав Фенцъл отсъжда гол. Французите нападат съдиите и са укротени с милиция. Ударите във вратата са 20:3, а корнерите – 10:1 за България. [1][2]

| № | Страна    | Голове | Точки |
| - | --------- | ------ | ----- |
| 1 | Франция   | 10:3   | 6     |
| 1 | България  | 6:4    | 6     |
| 3 | Финландия | 3:12   | 0     |

- България и Франция завършват с равен актив и играят допълнителен плейоф на неутрален терен, за да определят финалиста за Мондиал`62.

- Милано, 16 декември 1961 г., България – Франция 1:0

## Група Г
| 30 май 1962 в Ранкагуа |   |           |           |
| Аржентина              | – | България  | 1:0 (1:0) |
| 31 май 1962 в Ранкагуа |   |           |           |
| Унгария                | – | Англия    | 2:1 (1:0) |
| 2 юни 1962 в Ранкагуа  |   |           |           |
| Англия                 | – | Аржентина | 3:1 (2:0) |
| 3 юни 1962 в Ранкагуа  |   |           |           |
| Унгария                | – | България  | 6:1 (4:0) |
| 6 юни 1962 в Ранкагуа  |   |           |           |
| Унгария                | – | Аржентина | 0:0       |
| 7 юни 1962 в Ранкагуа  |   |           |           |
| Англия                 | – | България  | 0:0       |

На 3 юни 1962 г. в мача срещу Унгария 19-годишният Георги Аспарухов отбелязва първия гол за България на финален турнир за световно първенство. 
На 7 юни 1962 г. в равния мач срещу Англия отборът спечелва първата точка на финален турнир за СП.